# Bus ISA
ISA (de l'anglès Industry Standard Architecture, Arquitectura Estàndard Industrial), va ser un estàndard de bus creat per IBM el 1981 per a ordinadors compatibles, actualment obsolet.

## Història
El bus ISA va ser desenvolupat per un equip conduït per Mark Dean a IBM com a part del projecte del PC l'any 1981. Compaq va crear el terme "Industry Standard Architecture" (ISA) per tal de substituir l'anterior "PC compatible". ISA es va originar com un sistema de 8 bits i el bus IBM AT era una versió de 16 bits que va ser introduït amb l'IBM PC/AT de 1984. El 1988, va ser proposat un estàndard de 32 bits anomenat Extended Industry Standard Architecture (EISA) per la "Banda del nou", un grup de fabricants de PC compatibles on estava Compaq i que, retroactivament, van reanomenar el bus AT com a ISA per evitar infringir el copyright d'IBM en els ordinadors PC/AT.
Companyies com Dell van millorar el rendiment del bus AT però, el 1987, IBM va substituir al bus AT amb la seva arquitectura propietària Micro Channel Architecture (MCA), la qual superava moltes de les limitacions del bus ISA, i també va suposar un esforç d'IBM per tal de tornar a prendre el control del mercat i les arquitectures del PC. Moltes de les funcionalitats del MCA estarien presents posteriorment en l'arquitectura Peripheral Component Interconnect (PCI). Tanmateix MCI era un estàndard tancat, el que va fer que els fabricants de PC's responguèssin a la sortida del MCA, desenvolupant l'EISA i, posteriorment el VESA Local Bus (VLB), ambdós expansions compatibles amb el bus ISA.

## Característiques
El bus ISA va ser el primer bus d'expansió incorporat als ordinadors personals i contenia un bus d'adreces de 20 bits i un bus de dades de 8 bits., amb una velocitat de funcionament de 4,77 Mhz i una amplada de banda màxima de 2 Mb/seg. Posteriorment, amb l'aparició dels ordinadors AT es va modificar lleugerament el bus, denominant-se AT-ISA. El bus de dades va passar a tenir 16 bits i el d'adreces 24 bits, amb el que la velocitat de transferència de dades va passar a ser de 8 Mb/seg.

## Estandardització
IEEE va iniciar una estandardització del bus ISA l'any 1985, amb el nom d'especificació P996. De totes maneres, tot i haver arribat a publicar llibres sobre l'especificació P996, mai va superar oficialment l'estat de projecte.